# Koleraepidemin i Stockholm 1853
Koleraepidemin i Stockholm 1853 ägde rum sommaren och hösten 1853. Den var en del av den tredje kolerapandemin. 
Det var den första koleraepidemin i Stockholm sedan koleraepidemin i Stockholm 1834, och en av stadens två största. Den resulterade i omkring 3000 dödsfall. 
Skulden för utbrottet fick den svenske konsuln i Lübeck, en tysk vid namn Christian Adolf Nölting, som utfärdade sundhetspass för fartyg från Lübeck till Sverige trots att många personer dött av kolera i staden. Oskar I lät avsätta Nölting och tillsatte istället en svensk som konsul i Lübeck.
Efter koleraepidemin 1853 återkom koleran nästan årligen till Stockholm fram till 1894. Orsaken var obekräftad fram till 1884, men man anade att det på något sätt hängde ihop med hygienen. År 1859 inrättades Stockholms renhållningsverk, som övertog stadens avträdesrenhållning, ett beslut som ska ha påskyndats av koleran 1854.
När Stockholms första vattenverk Skanstullsverket inrättades 1861 sjönk dödstalen kraftigt under kolerapediemierna, och år 1894 uteblev koleran på grund av långsamfiltrerat dricksvatten och ordnad sop- och latrinhämtning.